# 奧古斯度·巴多拿
奧古斯度·馬丁·巴多拿·巴爾加（西班牙語：Augusto Martín Batalla Barga；1996年4月30日—），出生於阿根廷烏爾林甘，是一名阿根廷足球運動員，司職門將；現時被阿甲球隊河床外借至西甲球隊華歷簡奴。

## 球員生涯
河床主席確認，巴多拿將會在14-15球季完結後以外借形式加盟西甲班霸皇家馬德里，並享有優先購買權，若果滿意這名新星表現的話將可以預先協定的價錢把他簽下。然而，巴塔利亚出于个人原因拒绝了这次租借。

## 外部連結
- 河床官方網頁球員名單（页面存档备份，存于）
- fifa 官方網頁 - Augusto Batalla （页面存档备份，存于）